# Jean Pierre Clément

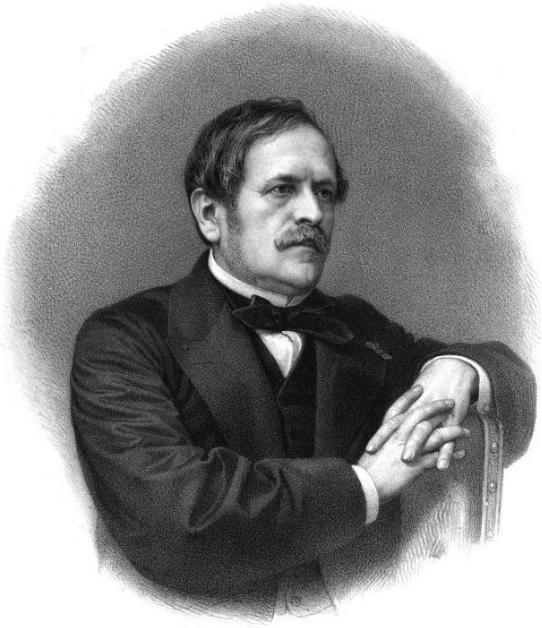
Jean Pierre Clément

Jean Pierre Clément (* 2. Juni 1809 zu Draguignan; † 8. November 1870 in Paris) war ein französischer Historiker und Staatsökonom, sowie Kurator des Archivs und der Bibliothek des Finanzministeriums.

## Leben
Clément entstammte einer Familie angesehener Kaufleute und Tuchhändler und besuchte das College in Draguignan. Sein Onkel Jean-Pierre Caussemille (1774–1845) war ein Gelehrter. Clément begann schon früh für die Postverwaltung in Toulon zu arbeiten, wechselte nach Valence, Grenoble und Lille. Im Jahr 1836 verfasste er eine Histoire de la Flandre (Geschichte Flanderns). Anschließend bekam er durch Adolphe Thiers, der ihn mit Forschungen zu Fragen der politischen Ökonomie beauftragt hatte, eine Anstellung in den Büros der zentralen Postverwaltung im Finanzministerium in Paris, wo er sich den historischen Studien widmen konnte. Hier konnte Clément die Bibliotheken und Archivdepots für seine Forschungen nutzen, um seine Studien zur politischen Ökonomie und zur Geschichte der Finanzverwaltung fortzusetzen. Er veröffentlichte Artikel in Le Correspondent und im Journal des Economistes.
Im Jahr 1846 reichte er bei der  Académie des Inscriptions et Belles-Lettres seine Histoire de la vie l’administration de Colbert ein, der eine historische Studie über Nicolas Fouquet vorausging. Für diese Werk wurde er am  17. August 1848 mit dem 2. prix Montyon der Académie française ausgezeichnet.
Für seine Abhandlung Le gouvernement de Louis XIV. wurde er mit einem 2. prix Gobert ausgezeichnet und am 3. Mai 1849 zum Ritter der Ehrenlegion ernannt. Clément veröffentlichte 1853 die Biographie des Finanziers Jacques Cœur und setzte damit seine Reihe zur politischen Ökonomie fort, was ihm wiederum einen prix Montyon einbrachte.
Am 29. Juni 1853 Er heiratete Joséphine Mélanie (geborene Sers; 5. Januar 1826 – 14. Februar 1900), die Tochter des Baron Jean André Sers 1786–1862, eines ehemaligen Peers von Frankreich und dessen Frau Joséphine Valérie (geborene Reibell; 1798–1871). Diese interessierte sich bald auch für seine die Arbeit und unterstützte ihn bei seinen Recherchen. Er war ein Verfechter der Handelsfreiheit und begann über die Geschichte Protektionismus in Frankreich zu schreiben, die er 1854 veröffentlichte. In dieser Arbeit stellte er die über zwei Jahrhunderte hinweg erprobten Systeme der Protektion und des Freihandels gegenüber und zeigte auf, dass sich der öffentliche Reichtum in Freiheit schnell weiterentwickelt hat, während das Schutzsystem sich eher negativ auswirkte.
Clément wurde am 14. April 1855 Mitglied der neu geschaffenen VI. Sektion (Politik, Verwaltung, Finanzen) der Académie des sciences morales et politiques. Im Jahr 1855 starb seine Mutter und reiste er in die Provence. Nach der Rückkehr verfasste er drei historische Werke die Biografien von Enguerrand de Marigny, Jacques de Beaune de Semblançay und dem Chevalier Louis de Rohan. Clément war später in der Verwaltung des Münzwesens tätig. Hier betreute er unter anderem die Materialiensammlung und verfasste finanz- und staatswissenschaftlichen Schriften in Buchform. Schwerpunktmäßig befasste er sich mit der Geschichte seines Heimatlandes. In den Jahren 1863 bis 1873 betrieb er Forschungen über Jean-Baptiste Colbert, den Finanzminister Ludwigs XIV. und veröffentlichte die Ergebnisse in einem siebenbändigen Sammelwerk zu dessen Korrespondenzen, Instruktionen und Memoiren. Das Material hatte er aus archivalischen Quellen zusammengetragen. Der Grand Prix Gobert wurde ihm für das Werk über von Colberts Korrespondenz erst nach seinem Tod im August 1872 verliehen. Er wurde auf eigenen Wunsch auf dem Friedhof von Draguignan beigesetzt.

## Veröffentlichungen (Auswahl)
- Histoire de la vie et de l’administration de Colbert, avec notice histoire sur Nicolas Fouquet. 2 Bände, Neue Bearbeitung 1874.
- Le gouvernement de Louis XIV. ou l’administration, les finances et le commerce, de 1683 a 1689. Guillaumin, Paris 1848.
- Jacques Cœur et Charles VII. ou la France au XV. siècle. 4. Auflage, 1874.
- L’histoire du système protecteur en France depuis Colbert jusqu’à la révolution de 1848. Guillaumin, Paris 1854.
- Portraits historiques. 1854.
- Études financières et d’économie sociale. 1859.
- Lettres, instructions et memoires de Colbert. 7 Bände,. 1863–1873.
- La police sous Louis XIV. 1866.
- L’Italie en 1671. 1867 (Beschreibung einer Reise des Marquis de Seignelay)
- Madame de Montespan et Louis XIV. Didier, Paris 1868.
- Une abbesse de Fontevrault au XVII. siècle. 3. Auflage, 1871 (Marie-Madeleine de Rochechouart 1645–1704).